# Hu Shi

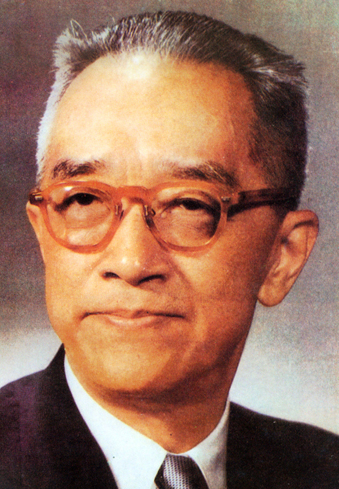
Hu Shi

Hu Shi (chinesisch 胡適 / 胡适, Pinyin Hú Shì, * 17. Dezember 1891 in Shanghai; † 24. Februar 1962 in Taiwan) war ein chinesischer Philosoph, Philologe und Politiker. Er war einer der geistigen Führer der Bewegung des 4. Mai, die Chinas Weg in die Moderne wesentlich mitbestimmte. Vor allem seine Rolle in der Bewegung für eine Neue Kultur und sein Beitrag zur literarischen Revolution sind in diesem Zusammenhang von Bedeutung.
Hu gilt als einer der wichtigsten Vertreter des frühen chinesischen Liberalismus.
Seine Ansichten brachten ihn im Verlauf der krisengeschüttelten 1920er und 1930er Jahre nicht nur in Konflikt mit den Autoritäten, sondern zunehmend auch mit dem Marxismus. Während des Zweiten Japanisch-Chinesischen Krieges wirkte Hu als Botschafter der Republik China in den USA und nach dem Chinesischen Bürgerkrieg bei den Vereinten Nationen.

## Biografie

### Kindheit und Jugend
Hu Shi wurde am 17. Dezember 1891 in Shanghai geboren. Die ersten Jahre seines Lebens verbrachte er aber in Taiwan, wohin sein Vater als Beamter versetzt worden war. Nach dessen Tod im Jahr 1895 kehrte Hu mit seiner Mutter, deren einziges Kind er war, zum Stammsitz der Familie nach Zhixi in Anhui aufs chinesische Festland zurück.
Hus Mutter war die dritte Ehefrau seines Vaters, so dass er in einer Großfamilie aufwuchs. Ihre Position in der Familie war jedoch als junge Witwe einigermaßen prekär, so dass Hu schon früh mit den Schattenseiten der konfuzianischen Gesellschaftsordnung konfrontiert wurde.
Hu erhielt zunächst eine klassische Ausbildung und erwies sich als guter Schüler, wechselte jedoch 1903 auf den Rat seines Halbbruders hin an eine Schule mit moderner Ausrichtung in Shanghai.
Dort fand er sich im Zentrum des historischen Wandels, dem China ausgesetzt war, wieder; der Kontrast zum Landleben in Anhui hätte kaum stärker sein können.
Hu wechselte im Laufe der folgenden Jahre mehrfach die Schule und entwickelte sich unter dem Einfluss der kursierenden anti-traditionalistischen, revolutionären Ideen, vertreten etwa durch Liang Qichao, zu einem rebellischen Jugendlichen; er blieb dabei aber immer entsprechend seiner Neigung zum Lernen ein guter Schüler. 1906 schrieb er sich am „Chinesischen Nationalinstitut“ ein, das von radikalen chinesischen Studenten aus Japan gegründet worden war, als die japanische Regierung ihre gegen die in China herrschende Qing-Dynastie gerichteten revolutionären Aktivitäten verbot. In der von den Schülern selbstverwalteten Schule, deren finanzielle wie politische Rahmenbedingungen sich jedoch zusehends verschlechterten, versah Hu mehrere offizielle Funktionen und gab parallel dazu mit mehreren Gleichgesinnten eine Zeitung zur „Erziehung der Massen“ in Baihua, der verschriftlichten Umgangssprache, heraus.
Als die Schule 1908 scheiterte und sich gleichzeitig seine Familie nicht länger in der Lage sah, ihn zu unterstützen, bewarb sich Hu Shi nach einer Zeit ziellosen Treibens und einer kurzzeitigen Anstellung als Lehrer 1910 erfolgreich um eines der von der US-amerikanischen Regierung ausgeschriebenen Stipendien aus den Mitteln des Boxer Indemnity Fund.

### Die Amerikanische Erfahrung
Hu Shi begann sein Studium an der Cornell University in Ithaca, wo er sich zunächst in der landwirtschaftlichen Fakultät einschrieb. Er entschied sich jedoch bald um und begann Philosophie zu studieren.
Hu Shi engagierte sich in dieser Zeit in zahlreichen Organisationen, als Sprecher der chinesischen Studentenschaft oder des pazifistischen Cornell Cosmopolitan Club, den er beim VIII International F.I.d.E Congress in Ithaca vertrat. Seine akademischen Leistungen führten 1913 zu seiner Auswahl für Phi Beta Kappa und Ende 1914 gewann sein Essay „Zur Verteidigung von Brownings Optimismus“ sogar den Essayistik-Wettbewerb in Cornell.
Für seinen PhD wechselte Hu Shi, angezogen von John Deweys Pragmatismus, nach New York, wo er 1917 an der Columbia University bei Dewey seine Doktorarbeit über „die Entwicklung der logischen Methode im antiken China“ schrieb.
1930 forschte Hu Shi in der British Library in den neu entdeckten Dunhuang-Schriften. Die daraus entstandenen Werke beeinflussten japanische Forscher wie Suzuki Daisetsu Teitaro entscheidend.
Er weigerte sich mehrfach, politische Ämter zu übernehmen. 1938 bis 1942 war er Botschafter der Republik China in den USA. Als solcher war es seine Hauptaufgabe darin, die Unterstützung der USA für Chinas Widerstand gegen die Japaner zu bekommen. In diesem Sinne begriff er auch die Invasion Japans der Chinesischen Mandschurei im Jahre 1931 als der Beginn des 2. Weltkriegs. Er kehrte 1946 nach China zurück, doch in Anbetracht des Aufstiegs der Kommunistischen Partei, reiste er im Jahre 1949 wieder in die USA. 1957 war er Botschafter der Republik China bei den Vereinten Nationen.
1932 wurde Hu Shi in die American Academy of Arts and Sciences, 1943 als Ehrenmitglied in die American Academy of Arts and Letters gewählt.

### In Taiwan
Im Jahr 1958 ging er nach Taiwan, wo er den Vorsitz der Academia Sinica übernahm. 1962 starb er. Er war Herausgeber der Zeitschrift Freies China, die zwischen 1949 und 1960 in Taiwan erschien.